# Dischidia singaporensis
Dischidia singaporensis är en oleanderväxtart som beskrevs av Henry Nicholas Ridley. Dischidia singaporensis ingår i släktet Dischidia och familjen oleanderväxter. Inga underarter finns listade i Catalogue of Life.